# Леймон Брюстер
Леймон Тайван Брюстер (англ. Lamon Tajuan Brewster; нар. 6 травня, 1973) — американський професійний боксер. Колишній чемпіон світу з боксу у важкій категорії за версією WBO (10 квітня 2004 — 1 квітня 2006).

## Аматорська кар'єра
1995 року став срібним призером Панамериканських ігор, у фіналі програвши Феліксу Савону (Куба).
Не зміг пройти кваліфікацію на Олімпійські ігри в Атланті 1996 року після того, як програв Нейту Джонсу та Даварріл Вільямсону у передолімпійських випробуваннях.

## Професіональна кар'єра
У листопаді 1996 року дебютував на профірингу. Впродовж 1996—2000 років здобув 23 перемоги поспіль. 6 травня 2000 року зазнав першої поразки за очками від Кліффорда Етьєна (США).
2 лютого 2002 року виграв перший титул WBO–NABO у важкій вазі, здобувши перемогу технічним нокаутом у третьому раунді над Нейтом Джонсом.

### Брюстер проти Володимира Кличка I
10 квітня 2004 року Брюстер зустрівся в бою за вакантний титул чемпіона WBO у важкій вазі з Володимиром Кличком (Україна). У перших чотирьох раундах домінував Кличко, який відправив Брюстера в нокдаун у четвертому раунді і, здавалося, був близький до того, щоб зупинити американця достроково. Але у п'ятому раунді Кличко виглядав дещо втомленим, і, коли до кінця раунду залишилося менше хвилини, Брюстер зловив його парою лівих хуків, надіславши в нокдаун. Потім Брюстер домінував у решті раунду, перш ніж українець впав на канвас одночасно з дзвіноком, що завершує раунд. Піднявшись на ноги, Кличко спробував повернутися до свого кута, але рефері просигналізував про припинення бою, забезпечивши Брюстеру перемогу технічним нокаутом і пояс WBO.
Брюстер провів три вдалих захиста титулу перш ніж в напруженому бою 1 квітня 2006 року програв свій титул одностайним рішенням суддів Сергію Ляховичу з Білорусі.

### Брюстер проти Володимира Кличка II
7 липня 2007 року відбувся бій Брюстера з чемпіоном IBF та IBO у важкій вазі Володимиром Кличком. Брюстер програв після того, як його тренер Бадді Макгірт зупинив бій після шостого раунду.

## Таблиця боїв
| Результат       | Противник        | Спосіб                        | Раунд     | Час  | Дата            | Місце                                      | Примітки                                                                   |
| --------------- | ---------------- | ----------------------------- | --------- | ---- | --------------- | ------------------------------------------ | -------------------------------------------------------------------------- |
| Поразка (35-6)  | Роберт Хеленіус  | Технічний нокаут              | 8 (з 10)  | 2:31 | 30 січня 2010   | Кельн, Північний Рейн-Вестфалія, Німеччина |                                                                            |
| Поразка (35-5)  | Гбенга Олоукун   | Рішення суддів (одностайне)   | 8 (з 8)   | 3:00 | 29 серпня 2009  | Кельн, Північний Рейн-Вестфалія, Німеччина |                                                                            |
| Перемога (35-4) | Майкл Шпротт     | Рішення суддів (одностайне)   | 8 (з 8)   | 3:00 | 14 квітня 2009  | Кіль, Шлезвіг-Гольштайн, Німеччина         |                                                                            |
| Перемога (34-4) | Дені Батчелдер   | Технічний нокаут              | 5 (з 12)  | 1:10 | 30 серпня 2008  | Цинциннаті, Огайо, США                     | Бій за титул чемпіона у важкій ваговій категорії за версією NABA.          |
| Поразка (33-4)  | Володимир Кличко | Відмова від продовження бою   | 6 (з 12)  | 3:00 | 7 липня 2007    | Кельн, Північний Рейн-Вестфалія, Німеччина | Бій за титул чемпіона у важкій ваговій категорії за версіями IBF і IBO.    |
| Поразка (33-3)  | Сергій Ляхович   | Рішення суддів (одностайне)   | 12 (з 12) | 3:00 | 1 квітня 2006   | Клівленд, Огайо, США                       | Втратив титул чемпіона у важкій ваговій категорії за версієюWBO.           |
| Перемога (33-2) | Луан Краснікі    | Технічний нокаут              | 9 (з 12)  | 2:48 | 28 вересня 2005 | Гамбург, Німеччина                         | Захистив титул чемпіона у важкій ваговій категорії за версією WBO.         |
| Перемога (32-2) | Анджей Голота    | Технічний нокаут              | 1 (з 12)  | 0:52 | 21 травня 2005  | Чикаго, Іллінойс, США                      | Захистив титул чемпіона у важкій ваговій категорії за версією WBO.         |
| Перемога (31-2) | Калі Міхан       | Рішення суддів (неодностайне) | 12 (з 12) | 3:00 | 4 вересня 2004  | Лас-Вегас, Невада, США                     | Захистив титул чемпіона у важкій ваговій категорії за версією WBO.         |
| Перемога (30-2) | Володимир Кличко | Технічний нокаут              | 5 (з 12)  | 3:00 | 10 квітня 2004  | Лас-Вегас, Невада, США                     | Бій за вакантний титул чемпіона у важкій ваговій категорії за версією WBO. |